# 釈瓢斎

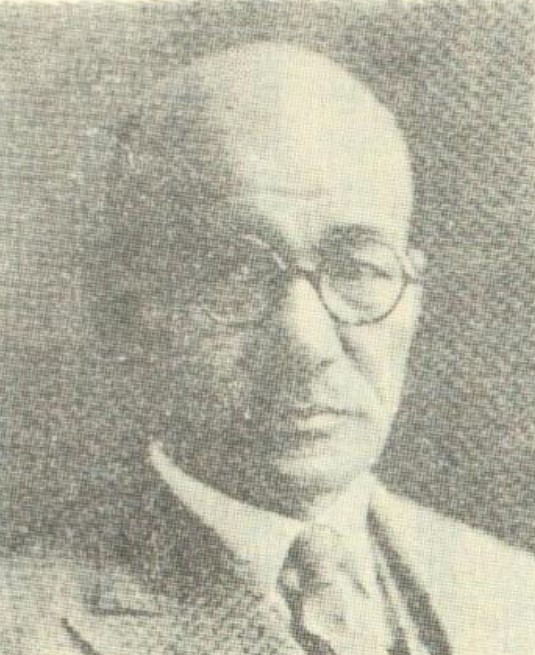
釈瓢斎

釈 瓢斎（しゃく ひょうさい、1882年9月26日 - 1945年8月6日）は、日本の作家・新聞記者である。本名永井栄蔵。別号として永井瓢斎がある。

## 経歴
1882年（明治14年）9月26日、島根県安来町西灘に生まれる。父親は永井彦衛門。永井家は雲伯で産出する砂鉄鋼を集出荷する鉄問屋であり、酒造業も営む地域の素封家であった。しかし、瓢斎が生まれた頃には、家運は下向き気味となっていた。松江中学校に入学したのち、万寿寺の勝平宗潤の会下に参じる。中学時代より、瓢斎の号を用いるようになる。卒業後は早稲田大学に進学するが、同郷の開業医である足立健三郎の援助を受け、第三高等学校に転学する。同校で「賄征伐の歌」を作曲。第三高等学校在学中に補填兵として出征し、日露戦争に従軍する。従軍2年目で病気により帰還。東京帝国大学法科経済科に入学。雲州松平子爵家の玄関番をしつつ苦学し、1912年（大正元年）に卒業。卒業式には勲八等白色桐葉章を佩用して出席した。
1913年（大正2年）、大阪朝日新聞社に入社。社会部配属となる。1918年（大正8年）に京都支局長となる。京都支局長時代には飯田欓隠に師事し、居士の印可を得る。以来、釈瓢斎を名乗るようになり、洋服の上に袈裟をかけて出勤するようになった。1925年（大正14年）に本社配属、論説委員となる。1928年（昭和3年）に特派員としてドイツに滞留し、この間デッサンを学ぶ。翌年に帰国し、『天声人語』を担当する。ここにしばしば自作の俳句を載せていたことを契機として、1930年（昭和5年）に俳句雑誌『趣味』を創刊する。『安来市誌』はこのことについて、「専門俳人たちが、低俗安易につながるものとして、趣味という言葉を嫌ったにもかかわらず」、瓢斎が自らの雑誌に『趣味』の題をつけたことを、彼の反骨精神のあらわれであると論じている。また、俳画もものし、冨田溪仙らと親交を結んだ。1936年（昭和11年）に新聞社を定年退職。この時期売りに出されていた落柿舎を入手、その維持管理につとめた。朝日新聞退職後は『中外日報』などに記事を寄稿した。また、太平洋戦争の開戦にあたって興亜同盟の結成に寄与し、理事として大アジア主義を鼓吹した。1945年（昭和24年）8月5日、岡本町で空襲に遭い、焼夷弾の直撃を受ける。翌日未明死去。